# Newton (Kansas)
Newton é uma cidade localizada no estado americano de Kansas, no Condado de Harvey.

## Demografia
Segundo o Censo dos Estados Unidos de 2020, a sua população era de 18 602 habitantes.

## Geografia
De acordo com o United States Census Bureau tem uma área de
14,57 milha quadradas (37,7 km2). Newton localiza-se a aproximadamente 467 m acima do nível do mar.

## Localidades na vizinhança
O diagrama seguinte representa as localidades num raio de 16 km ao redor de Newton.